# 第297步兵師 (德國國防軍)
德國國防軍陸軍第297步兵師（德語：297. Infanterie-Division）是納粹德國國防軍陸軍的一個步兵師。該師於1940年1月組建。
該師組建後，首次作戰為參與1941年6月的巴巴羅薩行動，此後一直在東線作戰。
該師於1943年1月斯大林格勒战役期間被殲，同年3月重建，並調至南斯拉夫和阿爾巴尼亞駐紮，進行反遊擊作戰。
該師最後於1945年5月投降。

## 註腳
1. ↑  Mitcham（2007年）